# GJ 504 b
GJ 504 b (parfois Gliese 504 b) ou 59 Virginis b (59 Vir b), déjà surnommée la « planète rose », est une planète extrasolaire de type géante gazeuse en orbite autour de l'étoile 59 Virginis, alias GJ 504, située dans la constellation de la Vierge à 57 années-lumière de la Terre,,,.

## Découverte
GJ 504 b a été découverte par imagerie directe en proche infrarouge (1,2 et 1,6 micromètre) en utilisant le télescope Subaru (observatoires du Mauna Kea de Hawaï) en 2013, dans le cadre du projet SEEDS (Strategic Explorations of Exoplanets and Disks with Subaru) débuté en 2009,. 

## Caractéristiques physiques
Cette planète, de taille jovienne mais quatre fois plus massive que la plus grande planète du Système solaire, serait la plus légère découverte par imagerie directe autour d'une étoile de type solaire,,,. Selon Michael McElwain, de la NASA, cette planète, âgée de seulement 160 millions d'années, nous apparaîtrait comme « un monde encore rougeoyant de la chaleur résultant de sa formation, avec une couleur qui ne serait pas sans rappeler celle d'une fleur de cerisier foncée, d'un magenta terne »,. En effet, les mesures obtenues grâce à la caméra proche infrarouge montrent que la planète est beaucoup plus bleue que les autres planètes imagées, ce qui indiquerait que son atmosphère possède moins de nuages.

## Atmosphère
Du méthane a été détecté dans l'atmosphère de cette planète.

## Orbite et formation
Contrairement aux planètes relativement proches de leur étoile (moins de 30 ua, soit la distance Soleil-Neptune), GJ 504 b, qui se situe à 43,5 ua, de son étoile légèrement plus chaude que le Soleil, ne se serait pas formée selon le modèle d'accrétion de cœur, ce qui encourage la considération de théories de formation alternatives ou la réévaluation des hypothèses de cette théorie,,.